# Biras
Pour les articles ayant des titres homophones, voir Bira.
Biras (prononciation [bi.ʁɑ]) est une commune française située dans le département de la Dordogne, en région Nouvelle-Aquitaine.

## Géographie

### Généralités
La commune de Biras est située dans la moitié nord du département de la Dordogne, en Périgord central. Elle est incluse dans l'aire d'attraction de Périgueux.
Dans un petit vallon à l'écart des routes principales, le bourg de Biras est situé, en distances orthodromiques, sept kilomètres à l'est de Lisle et neuf kilomètres au nord de Chancelade.
Le territoire communal est desservi par les routes départementales RD 106E1 et 939, cette dernière étant, entre Périgueux et Brantôme, le principal axe de la commune.
En provenance au nord de la commune de Brantôme en Périgord (commune déléguée de Valeuil), un tronçon commun aux GR 36 et GR 361 traverse le territoire communal sur plus de cinq kilomètres, passe à proximité du château de la Côte et continue vers l'ouest et la commune de Bussac.

### Communes limitrophes
Biras est limitrophe de quatre autres communes. Au sud, le lieu-dit le Poteau des Quatre Communes pourrait laisser supposer que Biras est aussi limitrophe de La Chapelle-Gonaguet, mais il s'en faut d'environ quatre-vingts mètres.
| Bourdeilles | Brantôme en Périgord |                  |
|             | Biras                |                  |
| Bussac      |                      | Château-l'Évêque |

### Géologie et relief

#### Géologie
Situé sur la plaque nord du Bassin aquitain et bordé à son extrémité nord-est par une frange du Massif central, le département de la Dordogne présente une grande diversité géologique. Les terrains sont disposés en profondeur en strates régulières, témoins d'une sédimentation sur cette ancienne plate-forme marine. Le département peut ainsi être découpé sur le plan géologique en quatre gradins différenciés selon leur âge géologique. Biras est située dans le troisième gradin à partir du nord-est, un plateau formé de calcaires hétérogènes du Crétacé.
Les couches affleurantes sur le territoire communal sont constituées de formations superficielles du Quaternaire datant du Cénozoïque et de roches sédimentaires du Mésozoïque. La formation la plus ancienne, notée c2c, date du Turonien moyen à supérieur, composée de calcaires cryptocristallins, calcaires gréseux à rudistes et marnes à huîtres et à rhynchonelles. La formation la plus récente, notée CFvs, fait partie des formations superficielles de type colluvions carbonatées de vallons secs : sable limoneux à débris calcaires et argile sableuse à débris. Le descriptif de ces couches est détaillé dans  la feuille « no 758 - Périgueux (ouest) » de la carte géologique au 1/50 000 de la France métropolitaine, et sa notice associée.

Carte géologique de Biras.

#### Relief et paysages

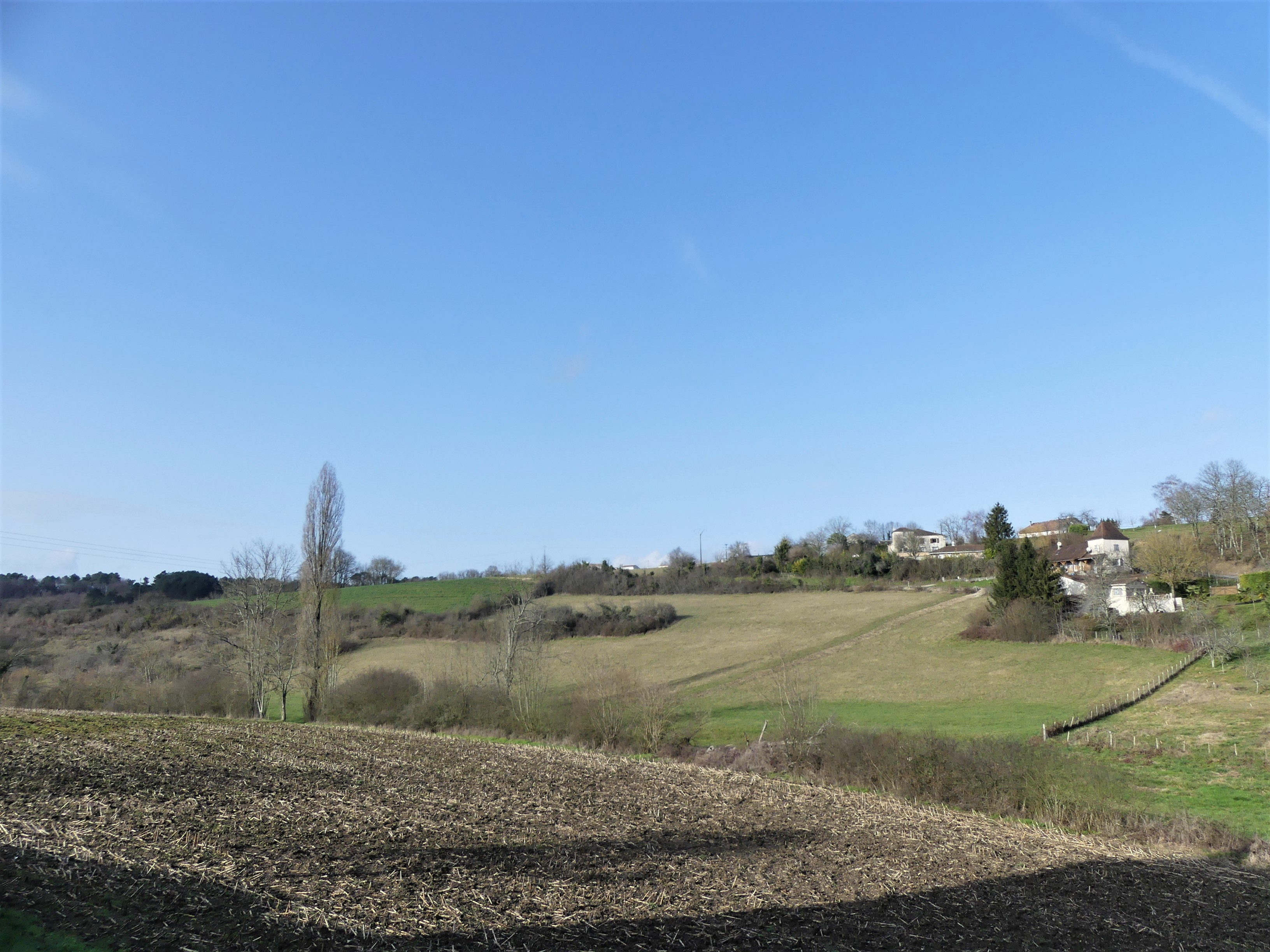
Vue prise en direction du nord-ouest depuis le bourg de Biras.

Le département de la Dordogne se présente comme un vaste plateau incliné du nord-est (491 m, à la forêt de Vieillecour dans le Nontronnais, à Saint-Pierre-de-Frugie) au sud-ouest (2 m à Lamothe-Montravel). L'altitude du territoire communal varie quant à elle entre 119 m à l'extrême ouest, au lieu-dit les Chaufours, là où le ruisseau qui prend sa source au bourg de Biras quitte la commune et entre sur celle de Bussac, et 237 m à l'est, au lieu-dit le Grand Claud,.
Dans le cadre de la Convention européenne du paysage entrée en vigueur en France le 1er juillet 2006, renforcée par la loi du 8 août 2016 pour la reconquête de la biodiversité, de la nature et des paysages, un atlas des paysages de la Dordogne a été élaboré sous maîtrise d’ouvrage de l’État et publié en octobre 2020. Les paysages du département s'organisent en huit unités paysagères et 14 sous-unités. La commune fait partie du Périgord central, un paysage vallonné, aux horizons limités par de nombreux bois, plus ou moins denses, parsemés de prairies et de petits champs.
La superficie cadastrale de la commune publiée par l'Insee, qui sert de référence dans toutes les statistiques, est de 19,43 km2,,. La superficie géographique, issue de la BD Topo, composante du Référentiel à grande échelle produit par l'IGN, est quant à elle de 19,78 km2.

### Hydrographie

#### Réseau hydrographique
La commune est située dans le bassin de la Dordogne au sein du Bassin Adour-Garonne. Elle est drainée par la Valade et par divers petits cours d'eau, qui constituent un réseau hydrographique de 7 km de longueur totale,.
La Valade, affluent de rive droite de la Donzelle et sous-affluent de la Dronne, prend sa source dans le nord de la commune qu'elle arrose en direction de l'ouest sur plus de trois kilomètres.

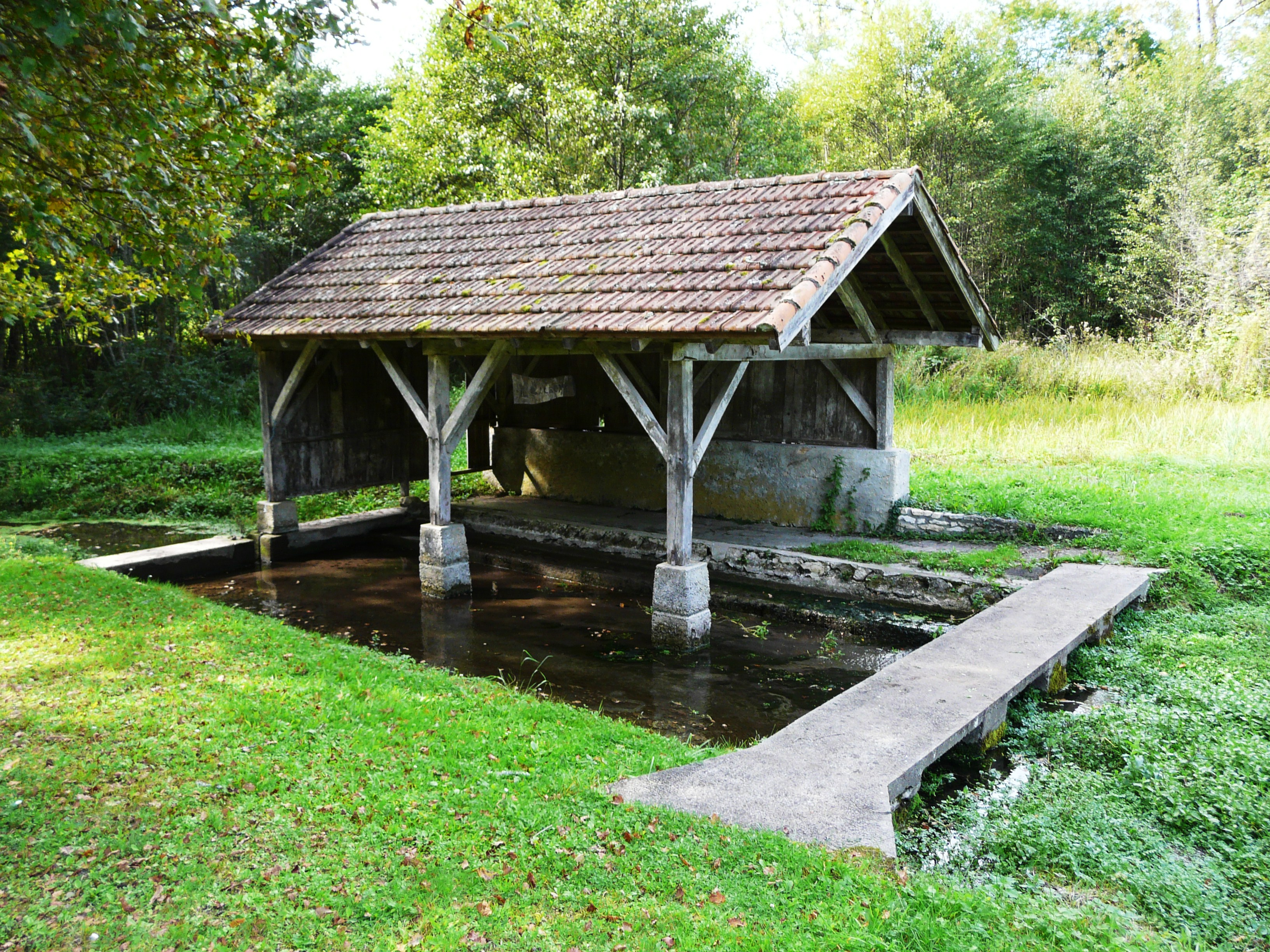
Le lavoir de la Cloche sur un petit affluent de la Donzelle.
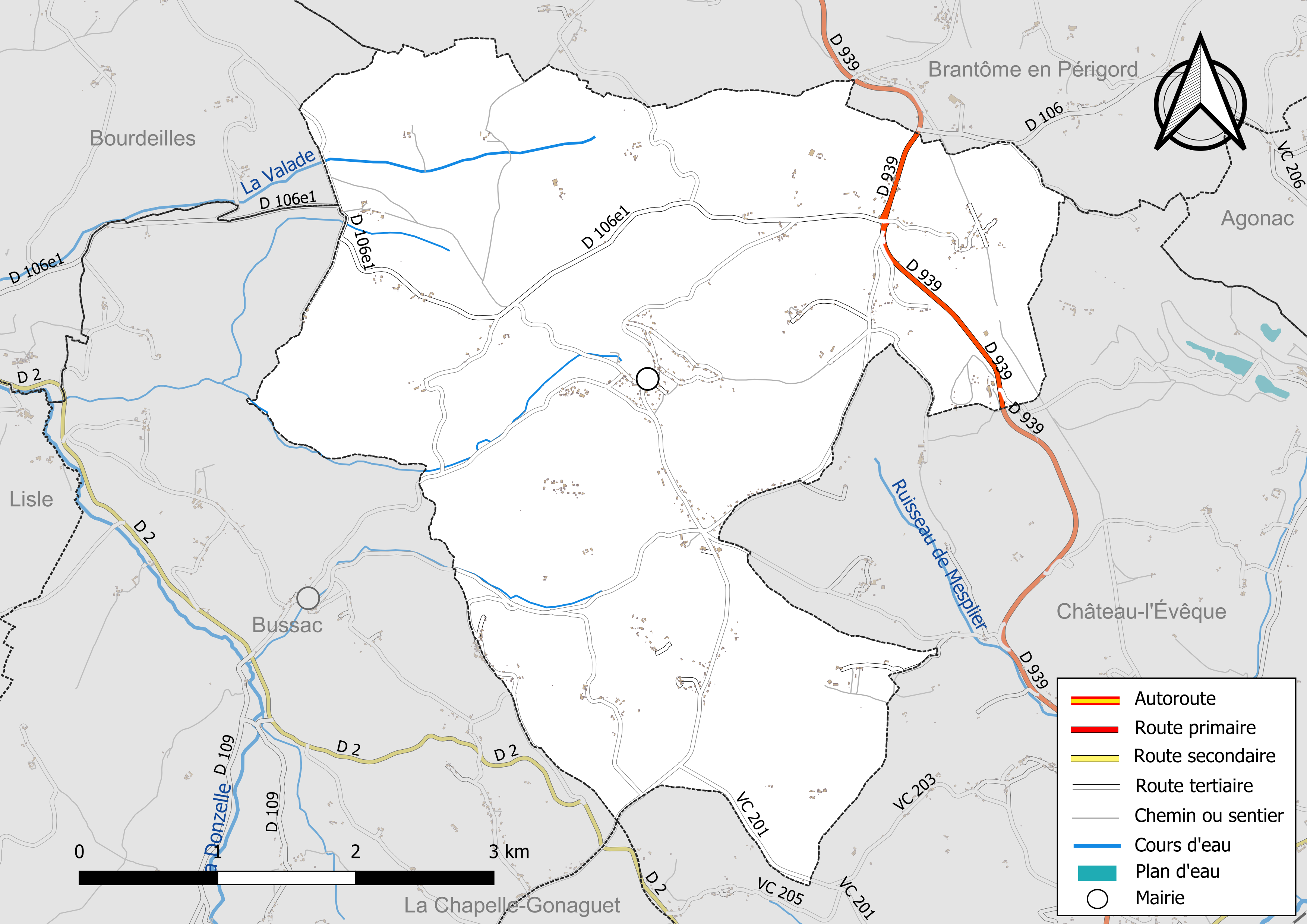
Réseaux hydrographique et routier de Biras.

#### Gestion et qualité des eaux
Le territoire communal est couvert par le schéma d'aménagement et de gestion des eaux (SAGE) « Isle - Dronne ». Ce document de planification, dont le territoire regroupe les bassins versants de l'Isle et de la Dronne, d'une superficie de 7 500 km2, a été approuvé le 2 août 2021. La structure porteuse de l'élaboration et de la mise en œuvre est l'établissement public territorial de bassin de la Dordogne (EPIDOR). Il définit sur son territoire les objectifs généraux d’utilisation, de mise en valeur et de protection quantitative et qualitative des ressources en eau superficielle et souterraine, en respect des objectifs de qualité définis dans le troisième SDAGE  du Bassin Adour-Garonne qui couvre la période 2022-2027, approuvé le 10 mars 2022.
La qualité des eaux de baignade et des cours d’eau peut être consultée sur un site dédié géré par les agences de l’eau et l’Agence française pour la biodiversité.

### Climat
Pour des articles plus généraux, voir Climat de la Nouvelle-Aquitaine et Climat de la Dordogne.
En 2010, le climat de la commune est de type climat océanique altéré, selon une étude s'appuyant sur une série de données couvrant la période 1971-2000. En 2020, Météo-France publie une typologie des climats de la France métropolitaine dans laquelle la commune est toujours exposée à un climat océanique altéré et est dans la région climatique  Aquitaine, Gascogne, caractérisée par une pluviométrie abondante au printemps, modérée en automne, un faible ensoleillement au printemps, un été chaud (19,5 °C), des vents faibles, des brouillards fréquents en automne et en hiver et des orages fréquents en été (15 à 20 jours).
Pour la période 1971-2000, la température annuelle moyenne est de 12,2 °C, avec  une amplitude thermique annuelle de 14,8 °C. Le cumul annuel moyen de précipitations est de 971 mm, avec 13,1 jours de précipitations en janvier et 7 jours en juillet. Pour la période 1991-2020, la température moyenne annuelle observée sur la station météorologique la plus proche, située sur la commune de Coulounieix-Chamiers à 12 km à vol d'oiseau, est de 13,1 °C et le cumul annuel moyen de précipitations est de 912,2 mm,. Pour l'avenir, les paramètres climatiques de la commune estimés pour 2050 selon différents scénarios d’émission de gaz à effet de serre sont consultables sur un site dédié publié par Météo-France en novembre 2022.

## Urbanisme

### Typologie
Au 1er janvier 2024, Biras est catégorisée commune rurale à habitat dispersé, selon la nouvelle grille communale de densité à 7 niveaux définie par l'Insee en 2022.
Elle est située hors unité urbaine. Par ailleurs la commune fait partie de l'aire d'attraction de Périgueux, dont elle est une commune de la couronne,. Cette aire, qui regroupe 49 communes, est catégorisée dans les aires de 50 000 à moins de 200 000 habitants,.

### Occupation des sols
En 2006, au niveau communal, les sols se répartissaient de la façon suivante : 51,3 % de territoires agricoles et 48,3 % de forêts ou de milieux semi-naturels.

### Villages, hameaux et lieux-dits
Outre le bourg de Biras proprement dit, la commune se compose d'autres villages ou hameaux, ainsi que de lieux-dits :
- Banet
- les Barrières
- Beaupied
- le Bigas
- Bois de la Vergne
- Bourliou
- les Bouyges
- le Brouillaud
- les Brugeauds
- Bruneties
- la Burnie
- les Chaufours
- la Cloche
- le Cluzeau Bas
- le Cluzeau Haut
- la Côte
- la Courbille
- la Courelie
- Fontanaud
- la Fouillarge
- la Gare
- le Grand Clos
- les Granges
- la Guibaudie
- Jamaud
- les Jartes
- Lagerie
- Lescure
- la Loube
- le Maine
- le Maine[Note 4]
- les Marouneaux
- le Mas
- le Meynassé
- les Mièdres
- le Montet
- les Moulineaux
- la Pacalie
- les Palissous
- la Petite Burnie
- le Poteau des Quatre Communes
- Précéger
- Puyloriol
- le Puy-Mas
- Rama
- le Roc
- Rossignol
- les Signettes
- Termon
- le Treuil
- le Varachou
- les Volves.

### Prévention des risques
Le territoire de la commune de Biras est vulnérable à différents aléas naturels : météorologiques (tempête, orage, neige, grand froid, canicule ou sécheresse), feux de forêts, mouvements de terrains et séisme (sismicité très faible). Un site publié par le BRGM permet d'évaluer simplement et rapidement les risques d'un bien localisé soit par son adresse soit par le numéro de sa parcelle.
Biras est exposée au risque de feu de forêt. L’arrêté préfectoral du 14 mars 2013 fixe les conditions de pratique des incinérations et de brûlage dans un objectif de réduire le risque de départs d’incendie. À ce titre, des périodes sont déterminées : interdiction totale du 15 février au 15 mai et du 15 juin au 15 octobre, utilisation réglementée du 16 mai au 14 juin et du 16 octobre au 14 février. En septembre 2020, un plan inter-départemental de protection des forêts contre les incendies (PidPFCI) a été adopté pour la période 2019-2029,.

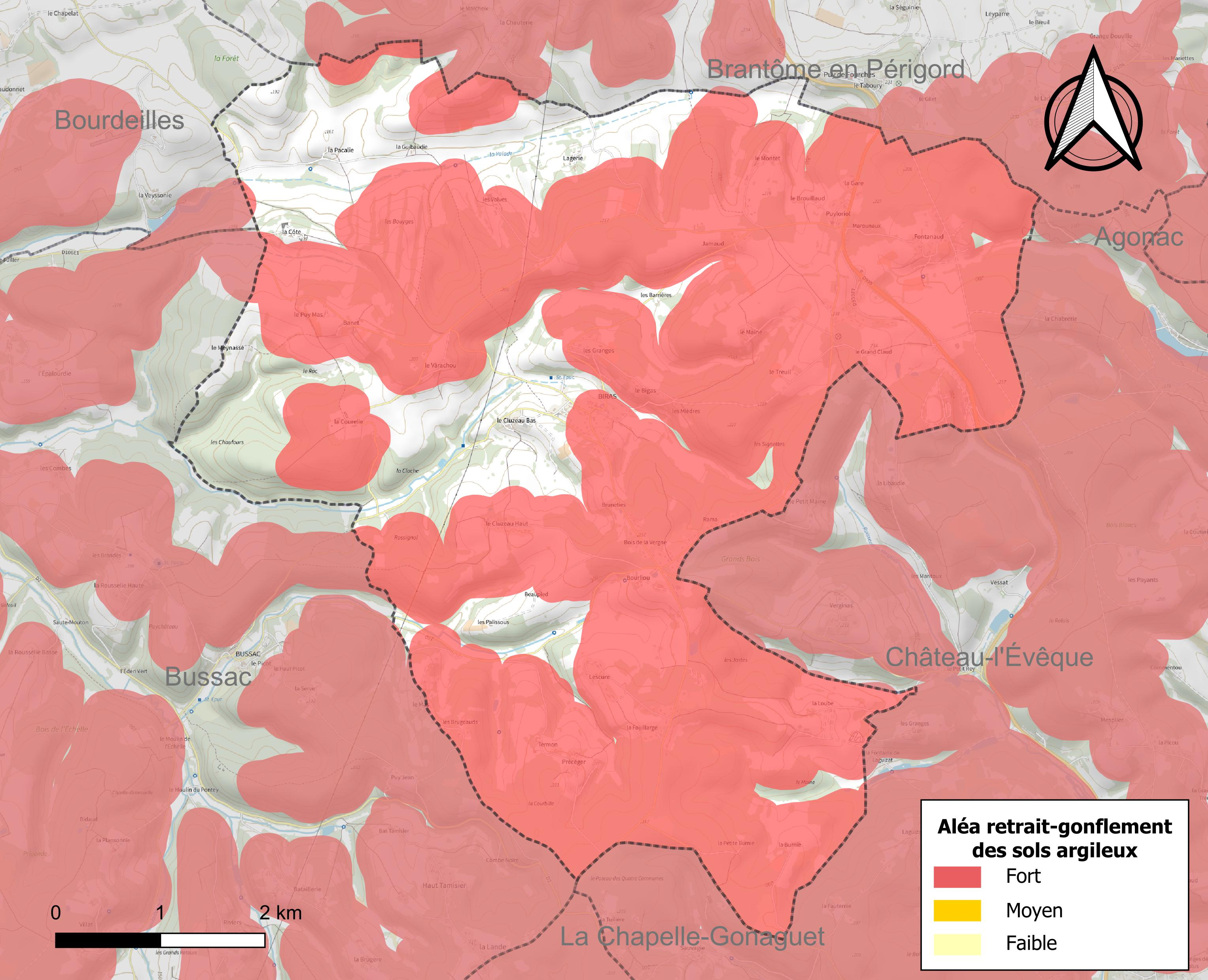
Carte des zones d'aléa retrait-gonflement des sols argileux de Biras.

Les mouvements de terrains susceptibles de se produire sur la commune sont des tassements différentiels. Le retrait-gonflement des sols argileux est susceptible d'engendrer des dommages importants aux bâtiments en cas d’alternance de périodes de sécheresse et de pluie. 76,4 % de la superficie communale est en aléa moyen ou fort (58,6 % au niveau départemental et 48,5 % au niveau national métropolitain). Depuis le 1er octobre 2020, en application de la loi ÉLAN, différentes contraintes s'imposent aux vendeurs, maîtres d'ouvrages ou constructeurs de biens situés dans une zone classée en aléa moyen ou fort,.
La commune a été reconnue en état de catastrophe naturelle au titre des dommages causés par les inondations et coulées de boue survenues en 1982, 1983, 1986, 1988, 1993, 1999 et 2018, par la sécheresse en 1989, 2003 et 2011 et par des mouvements de terrain en 1999.

## Toponymie
Les formes anciennes de la localité sont : Beiras 1211,, Biaras, Biras XIIIe siècle,, Byras 1364, Biras 1757.
Pour Ernest Nègre, l'étymologie de ce toponyme est expliquable par un hydronyme préceltique *berr- + suffixe romain --aceum, qui désigne d'abord le ruisseau puis le village, puisque le village est à la naissance d'un sous-affluent de la Dronne par la Donzelle. Pour d'autres, le toponyme provient du nom gallo-romain Biracius. Une autre hypothèse pourrait le faire venir du gaulois birros « court » qui a donné le latin birrus « sorte de petite cape » et est à l'origine du français béret. Le patronage de l'église à saint Cloud pourrait suggérer une possible origine mérovingienne avec la racine Ber, Per « ours », la forme Bero est attestée au VIe siècle. L'absence de formes antérieures au XIIIe siècle ne permet pas d'aller plus loin et réclame une grand prudence.
En occitan, la commune porte le nom de Biràs, prononcé localement [biːˈrɒ] ou [biˈra].

## Histoire
L'église de Biras a été bâtie au XIIe siècle et profondément modifiée après la guerre de Cent Ans. Au Moyen Âge, Biras était une paroisse dépendant de la châtellenie de Bourdeilles.

## Politique et administration

### Rattachements administratifs et électoraux
La commune de Biras a été rattachée, dès 1790, au canton de Lisle qui dépendait du district de Perigueux. Les districts sont supprimés en 1795 et le canton de Lisle en 1801. La commune est alors rattachée au canton de Brantôme dépendant de l'arrondissement de Périgueux.
En 2017, Biras est rattachée à l'arrondissement de Nontron, et en 2020 le canton de Brantôme est renommé canton de Brantôme en Périgord.

### Intercommunalité
Le 18 décembre 2001, la commune adhère à la communauté de communes du Brantômois. Celle-ci disparait le 31 décembre 2013, remplacée au 1er janvier 2014 par une nouvelle intercommunalité élargie : la communauté de communes Dronne et Belle.

### Administration municipale
La population de la commune étant comprise entre 500 et 1 499 habitants au recensement de 2017, quinze conseillers municipaux ont été élus en 2020,.

### Liste des maires

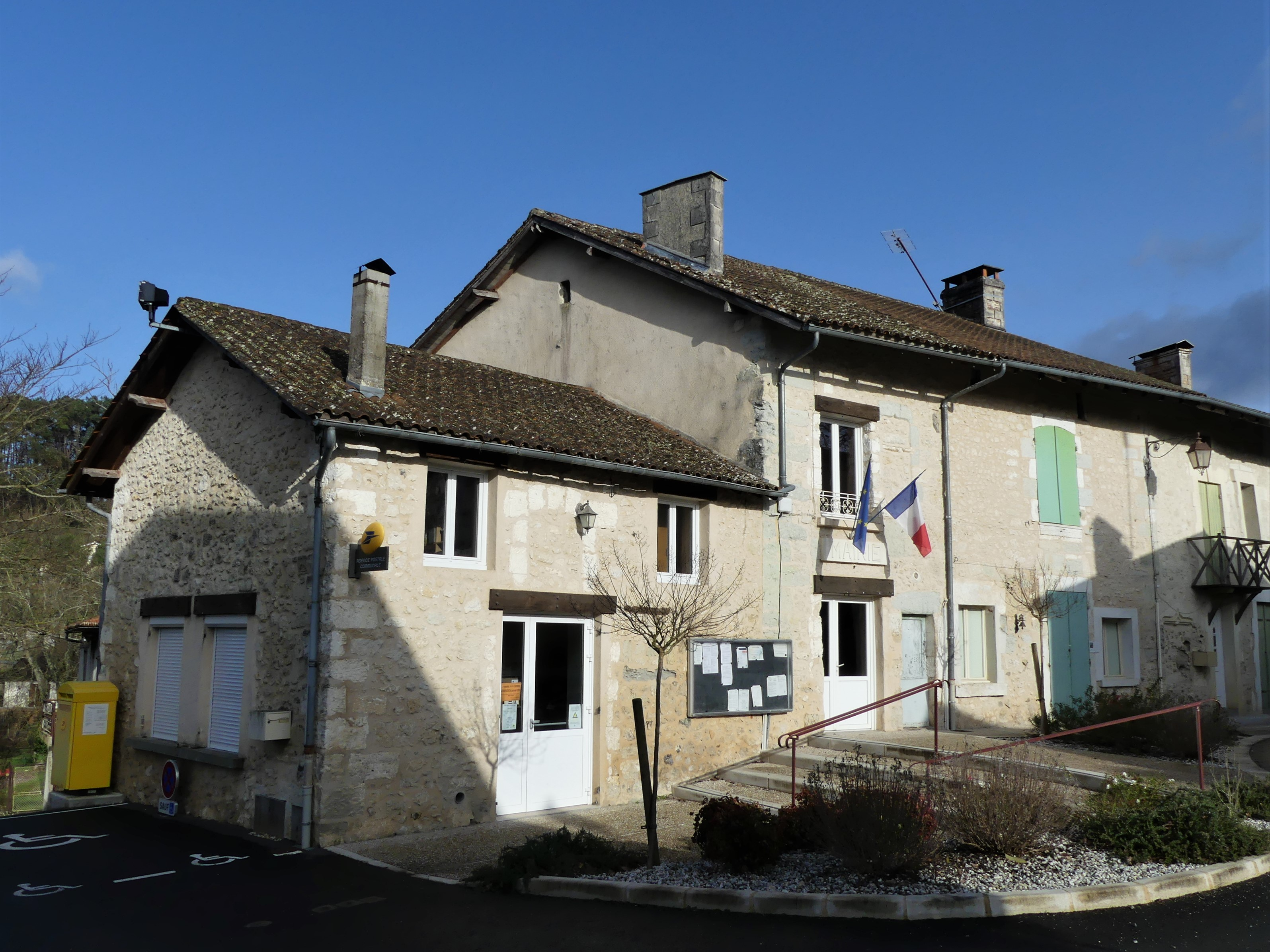
L'agence postale et la mairie en 2020.

| Période                                  | Période          | Identité                            | Étiquette | Qualité                       |
| ---------------------------------------- | ---------------- | ----------------------------------- | --------- | ----------------------------- |
| Les données manquantes sont à compléter. |                  |                                     |           |                               |
| 31 octobre 1790                          | 20 novembre 1791 | Urbain François Feytaud             |           | Curé-maire                    |
| 20 novembre 1791                         | 1796             | Pierre Mazeaud                      |           | Tisserand                     |
| 1796                                     | 1819             | Jean Baptiste Boussarie du Chatenet |           |                               |
| 1819                                     | 1821             | Manem de la Plansonnie              |           | Administrateur provisoire     |
| 1821                                     | 1826             | Jean Jacques Rousseau Lafarge       |           | Agriculteur                   |
| 1826                                     | 1833             | Jean Baptiste Faucher               |           | Sous-lieutenant               |
| 1833                                     | 1836             | Guillaume Bourgoint Lagrange        |           | Agriculteur                   |
| 1836                                     | 1844             | Jean Chaumel du Planchat            |           |                               |
| 1844                                     | 1846             | Guillaume Bourgoint Lagrange        |           | Agriculteur                   |
| 1846                                     | 1848             | Chaumel du Planchat                 |           |                               |
| 1848                                     | 1859             | Jean Dauriac                        |           | Marchand de bestiaux          |
| 1859                                     | 1870             | Jean Léon Blois                     |           | Marchand de vins              |
| 1871                                     | 1881             | Front Faye                          |           | Agriculteur                   |
| 1881                                     | mai 1888         | Antoine Fargeot                     |           | Marchand de bestiaux          |
| mai 1888                                 | 1942             | (Charles) Georges Dethan            |           | Ingénieur agricole            |
| 1942                                     | novembre 1944    | Maurice Aymard                      |           |                               |
| novembre 1944                            | octobre 1947     | Louis Rebière                       |           |                               |
| octobre 1947                             | mars 1959        | Noé (Geoffroy) Nadal                |           | Agriculteur                   |
| mars 1959                                |                  | Joseph Lançon                       |           | Médecin                       |
|                                          | mars 1989        | Léonce (Pierre) Séchère             |           | Marchand de bestiaux          |
| mars 1989                                | mars 2001        | René (Pierre) Nadal                 |           | Agriculteur                   |
| mars 2001                                | mai 2020         | Claude Séchère                      | SE        | Marchand de bestiaux retraité |
| mai 2020                                 | En cours         | Jean-Michel Nadal                   |           |                               |

## Équipements et services publics

### Justice
Dans le domaine judiciaire, Biras relève : 
- du tribunal judiciaire, du tribunal pour enfants, du conseil de prud'hommes et du tribunal de commerce de Périgueux ;
- du pôle Nationalité du tribunal judiciaire de Périgueux (compétent uniquement dans le domaine de la nationalité) ;
- de la cour d'appel, du tribunal administratif et de la  cour administrative d'appel de Bordeaux.

## Population et société

### Démographie
Les habitants de Biras se nomment les Biracois.
L'évolution du nombre d'habitants est connue à travers les recensements de la population effectués dans la commune depuis 1793. Pour les communes de moins de 10 000 habitants, une enquête de recensement portant sur toute la population est réalisée tous les cinq ans, les populations de référence des années intermédiaires étant quant à elles estimées par interpolation ou extrapolation. Pour la commune, le premier recensement exhaustif entrant dans le cadre du nouveau dispositif a été réalisé en 2008.

En 2022, la commune comptait 715 habitants, en évolution de +7,68 % par rapport à 2016 (Dordogne : +0,37 %, France hors Mayotte : +2,11 %).
| 1793 | 1800 | 1806 | 1821 | 1831 | 1836 | 1841 | 1846 | 1851 |
| ---- | ---- | ---- | ---- | ---- | ---- | ---- | ---- | ---- |
| 771  | 769  | 824  | 871  | 890  | 842  | 809  | 773  | 768  |

| 1856 | 1861 | 1866 | 1872 | 1876 | 1881 | 1886 | 1891 | 1896 |
| ---- | ---- | ---- | ---- | ---- | ---- | ---- | ---- | ---- |
| 764  | 747  | 770  | 746  | 753  | 746  | 715  | 680  | 659  |

| 1901 | 1906 | 1911 | 1921 | 1926 | 1931 | 1936 | 1946 | 1954 |
| ---- | ---- | ---- | ---- | ---- | ---- | ---- | ---- | ---- |
| 642  | 647  | 643  | 572  | 552  | 539  | 510  | 473  | 424  |

| 1962 | 1968 | 1975 | 1982 | 1990 | 1999 | 2006 | 2008 | 2013 |
| ---- | ---- | ---- | ---- | ---- | ---- | ---- | ---- | ---- |
| 370  | 344  | 343  | 354  | 372  | 362  | 493  | 531  | 626  |

| 2018 | 2022 | - | - | - | - | - | - | - |
| ---- | ---- | - | - | - | - | - | - | - |
| 664  | 715  | - | - | - | - | - | - | - |

### Manifestations culturelles et festivités
La fête patronale du village se tient chaque année lors d'un week-end début septembre, pour la Saint-Cloud.

## Économie

### Emploi
En 2016, parmi la population communale comprise entre 15 et 64 ans, les actifs représentent 347 personnes, soit 52,3 % de la population municipale. Le nombre de chômeurs (31) a augmenté par rapport à 2011 (20) et le taux de chômage de cette population active s'établit à 8,9 %.

### Établissements
Au 31 décembre 2015, la commune compte quarante-huit établissements, dont seize dans l'agriculture, la sylviculture ou la pêche, treize dans la construction, douze au niveau des commerces, transports ou services, quatre relatifs au secteur administratif, à l'enseignement, à la santé ou à l'action sociale, et trois dans l'industrie.

## Culture locale et patrimoine

### Lieux et monuments

#### Patrimoine civil
- Le château de la Côte, initialement édifié aux XVe et XVIe siècles, a été profondément modifié au XIXe siècle[61]. Transformé en hôtel-restaurant.

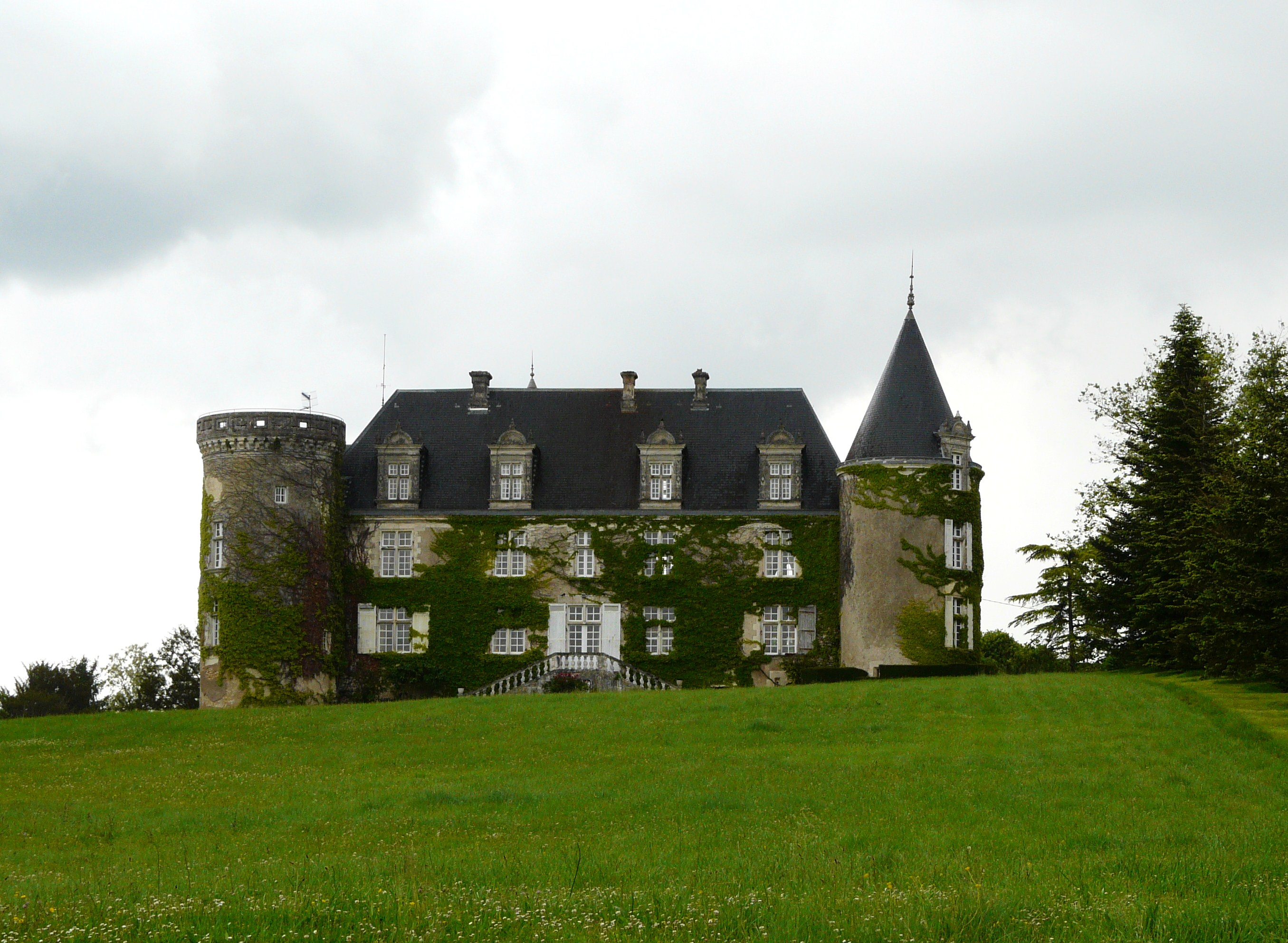
La façade.
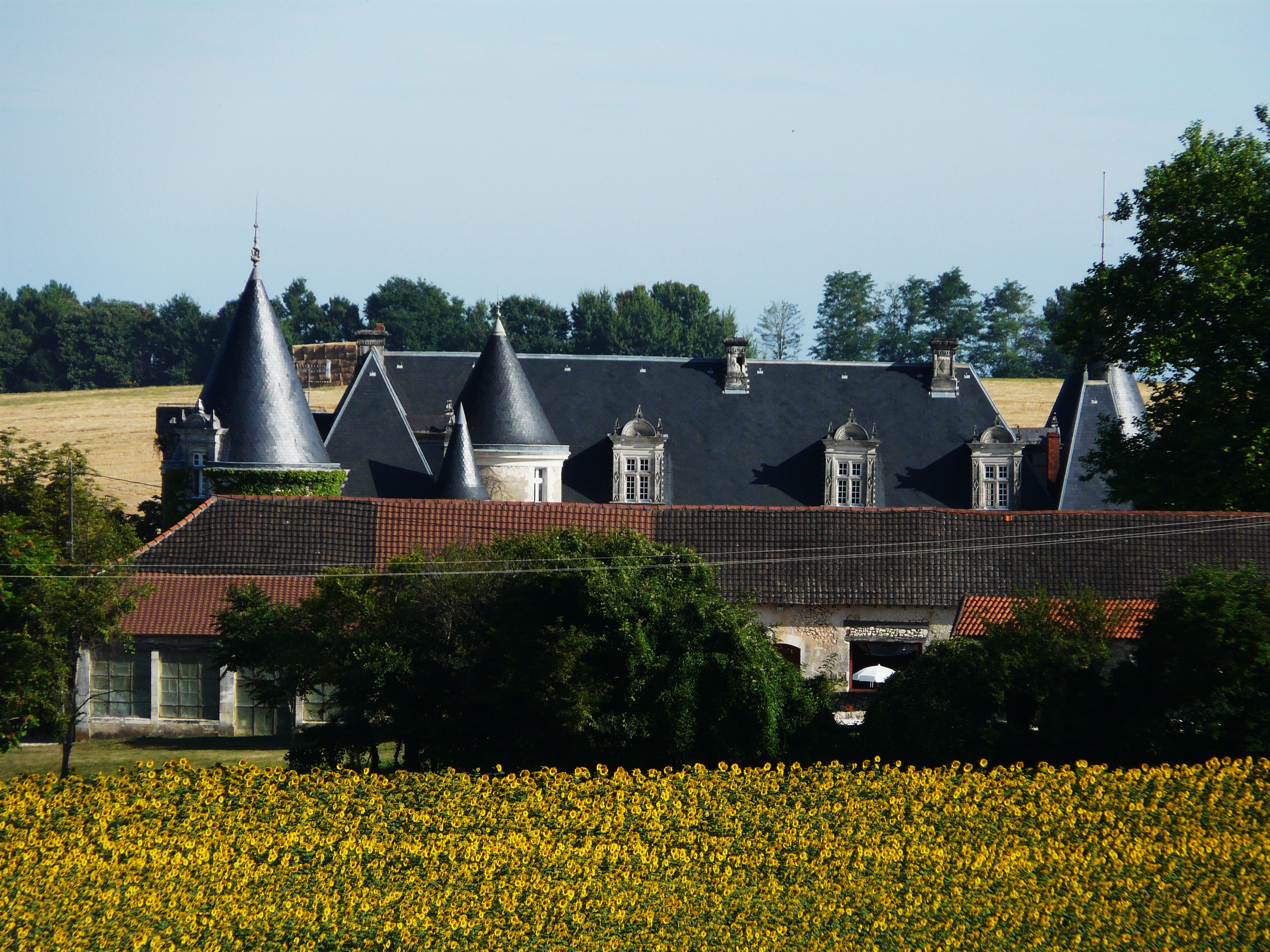
L'arrière.
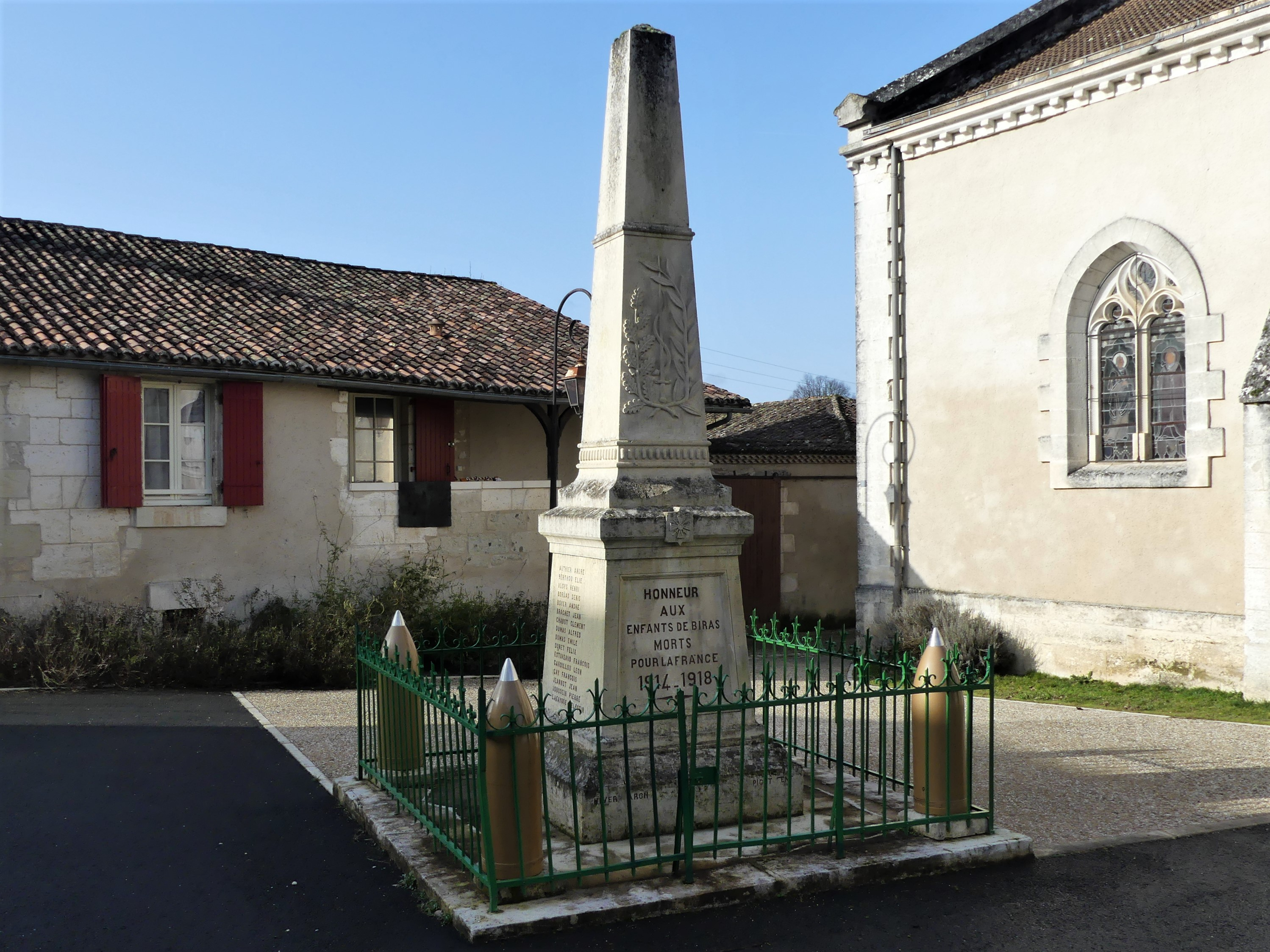
Le monument aux morts.
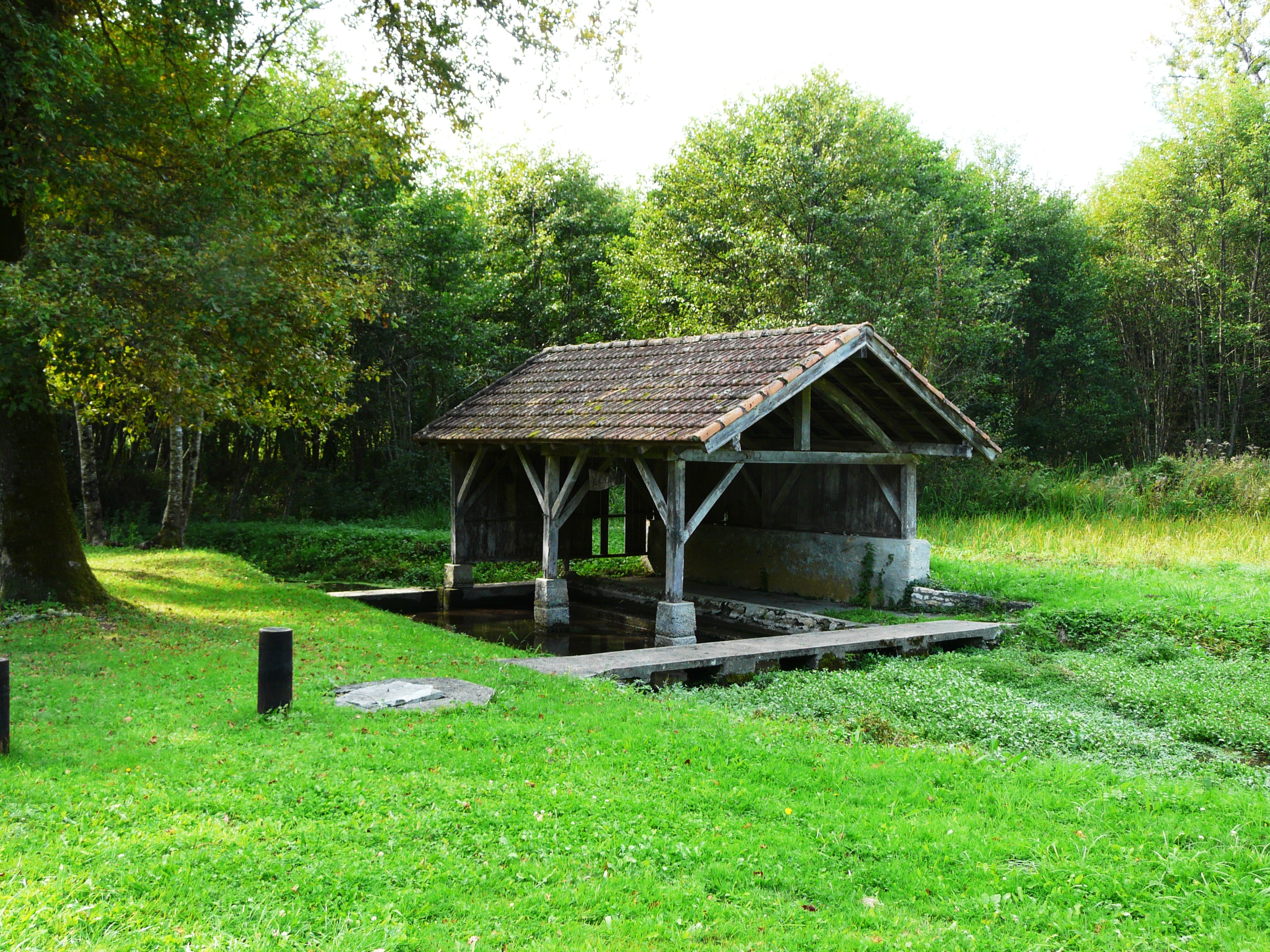
Le lavoir de la Cloche.

#### Patrimoine religieux
- L'église paroissiale Saint-Cloud du XIIe siècle fortement retouchée au XIXe siècle[45].

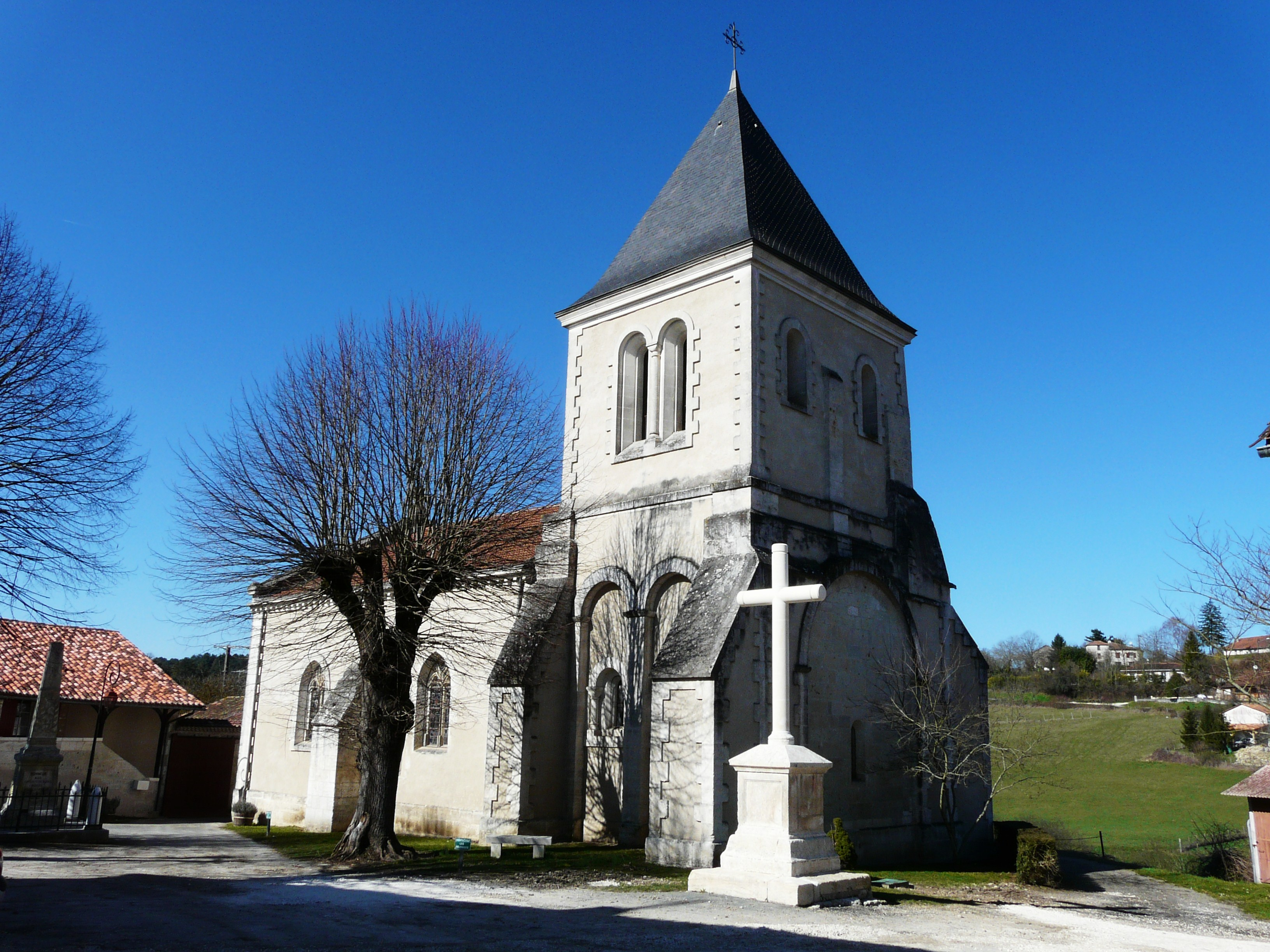
L'église Saint-Cloud.
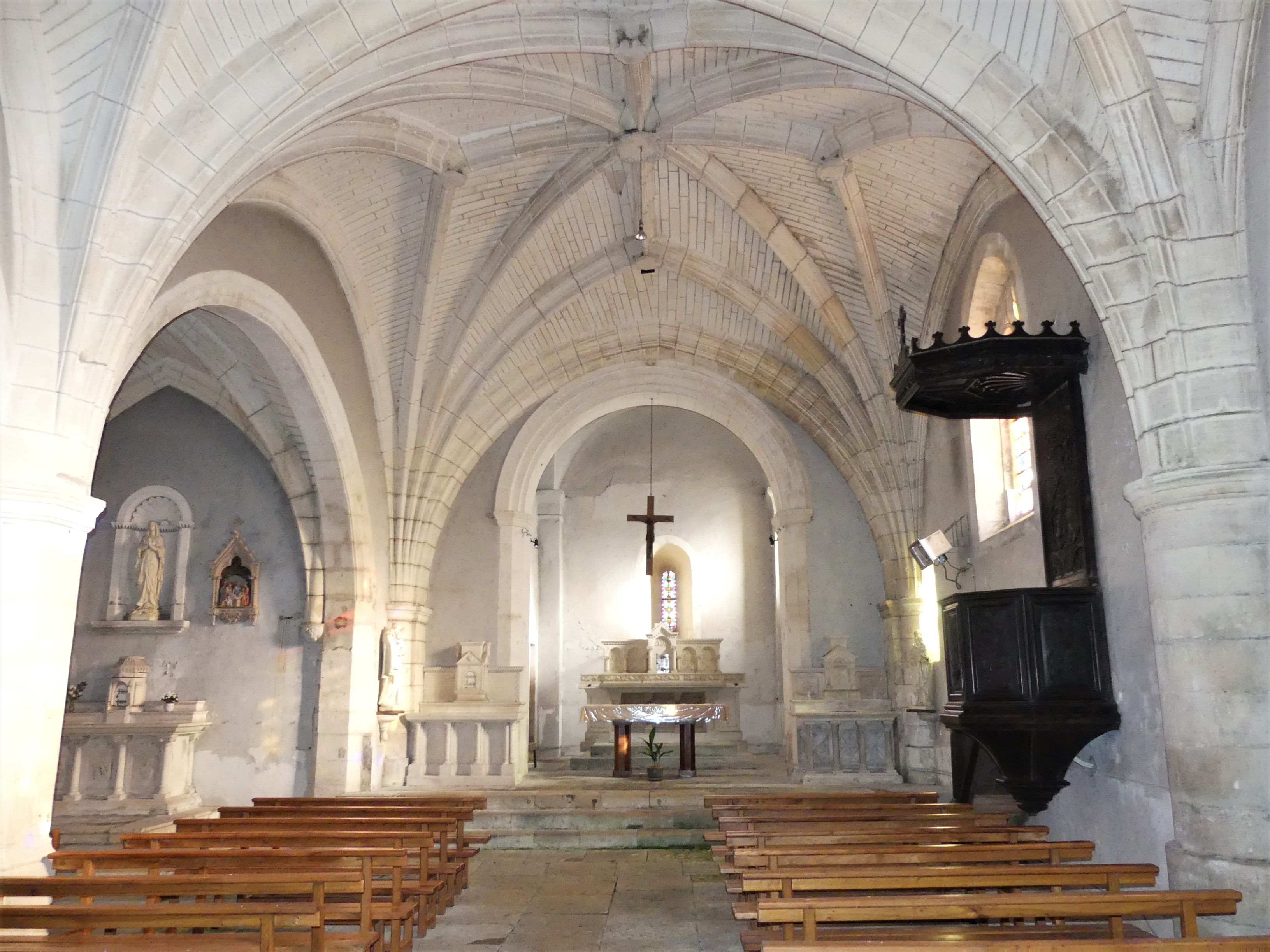
La nef.
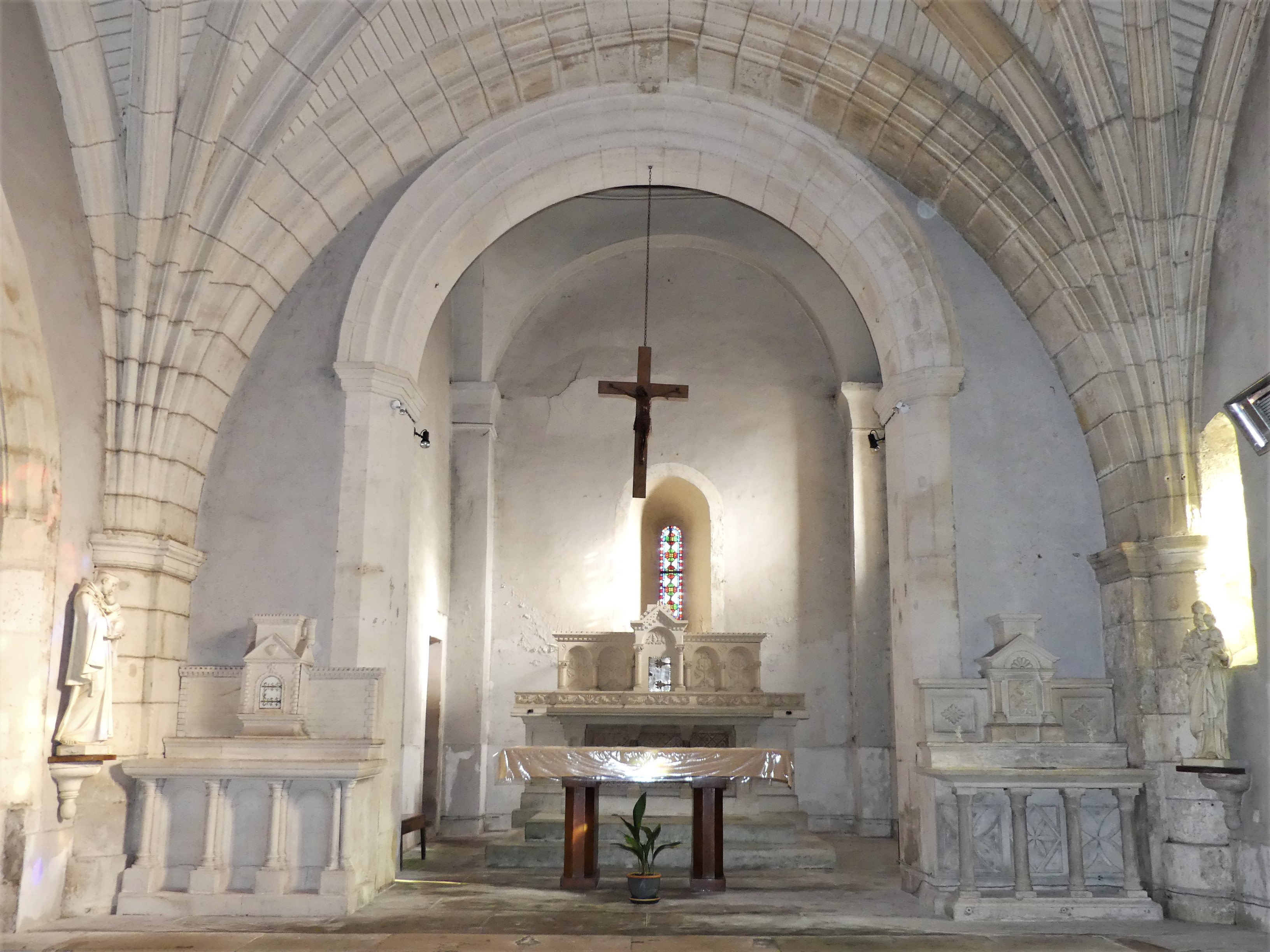
Le chœur.
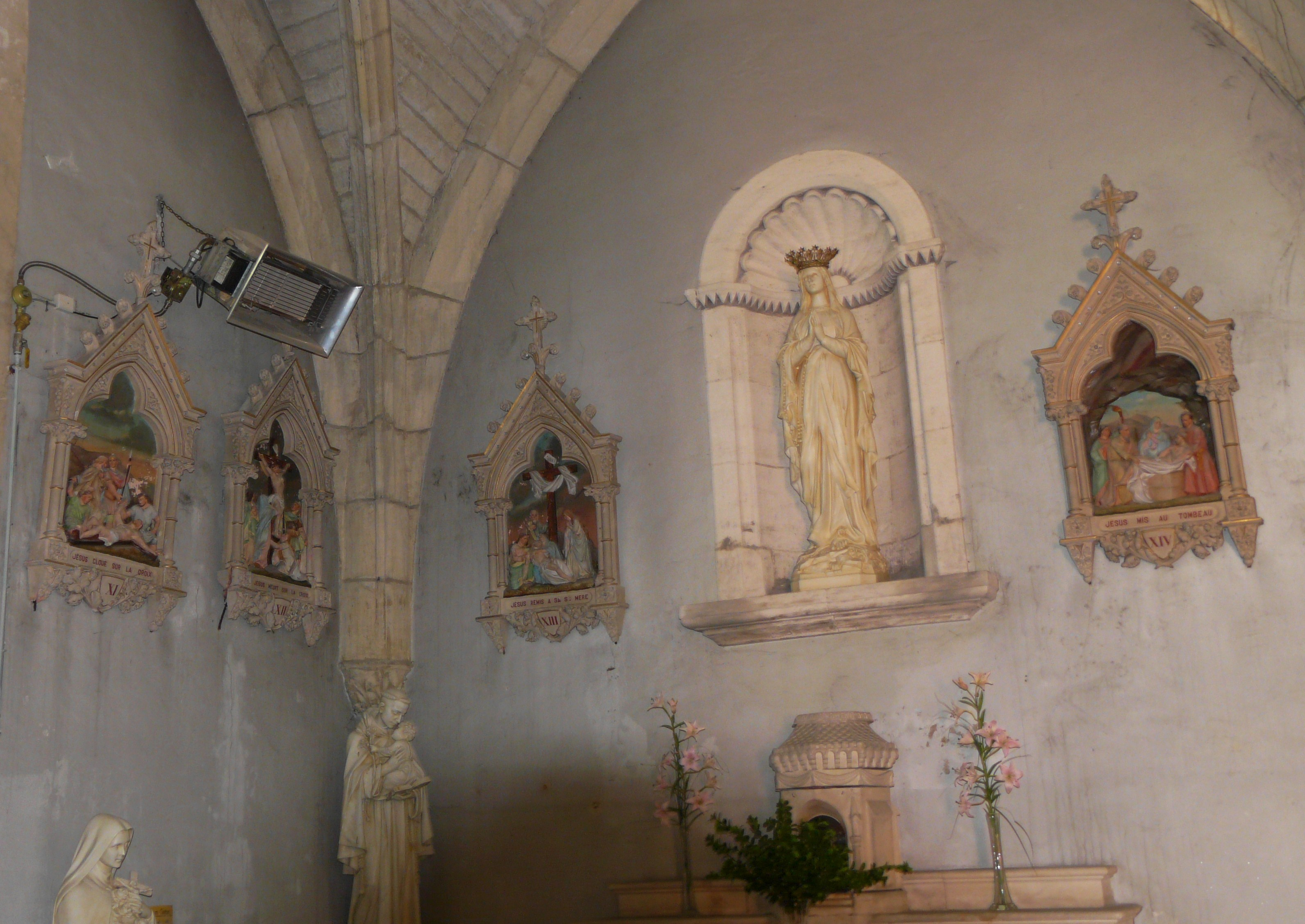
Statues et chemin de croix.
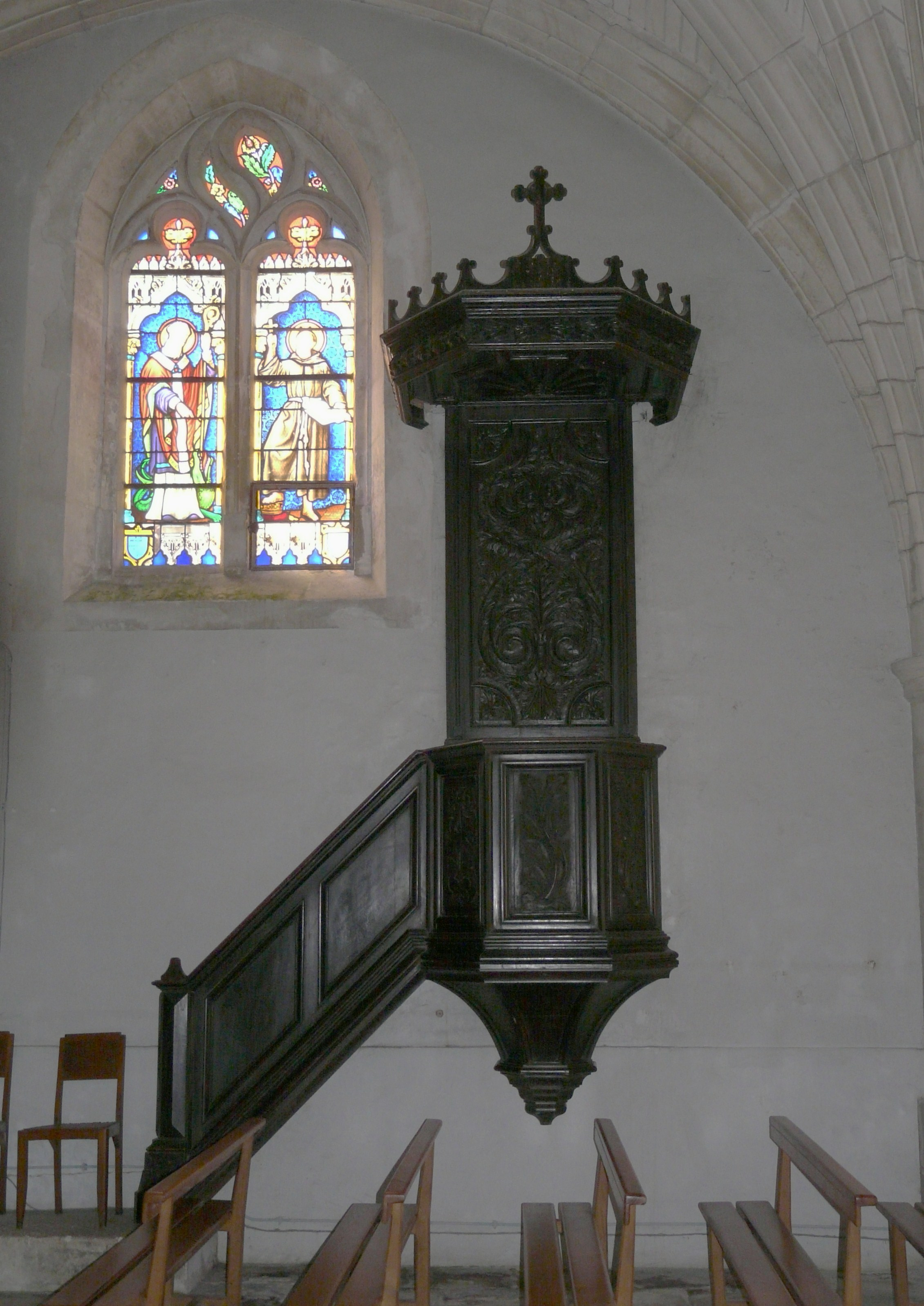
La chaire.
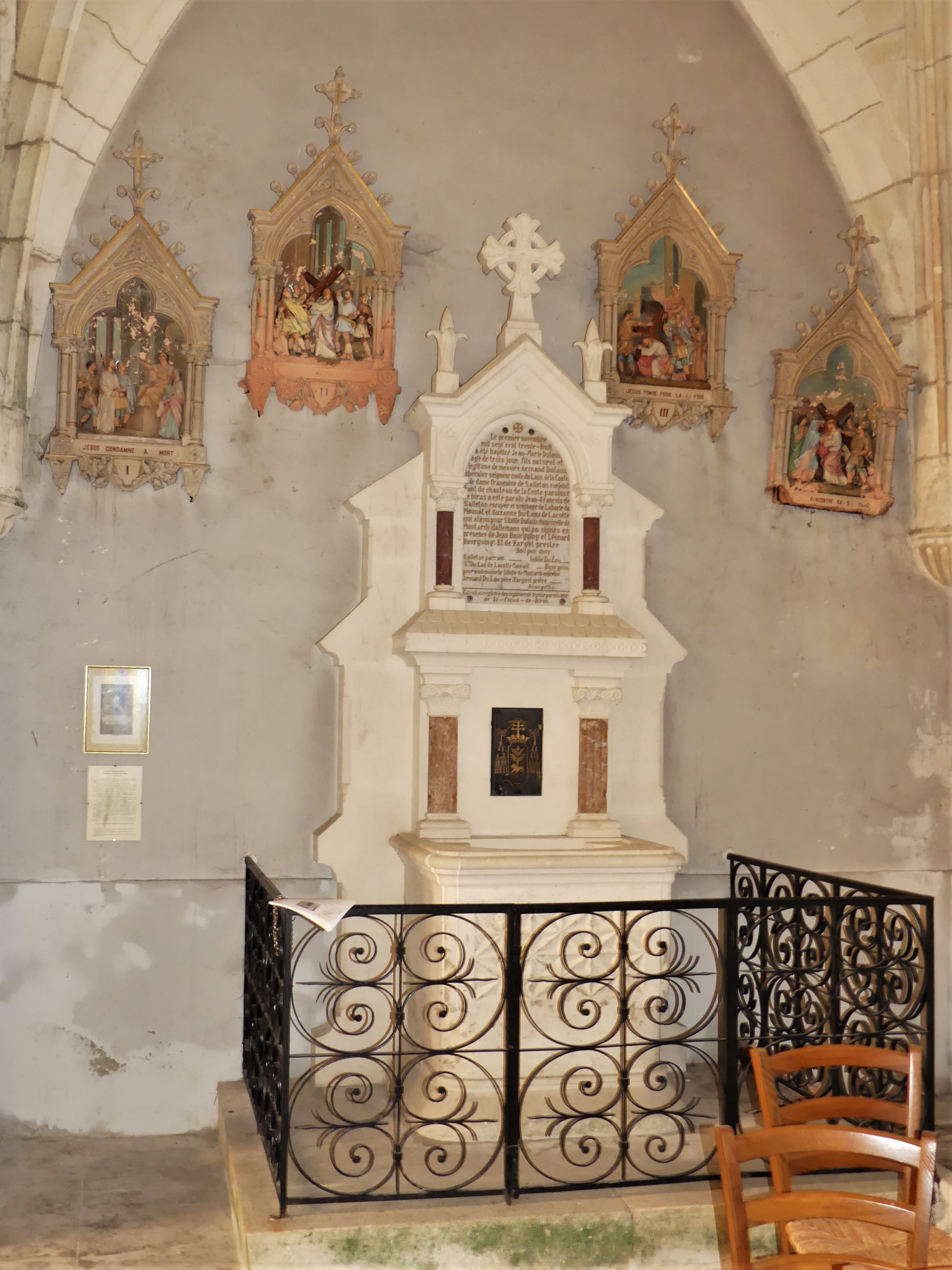
Les fonts baptismaux.
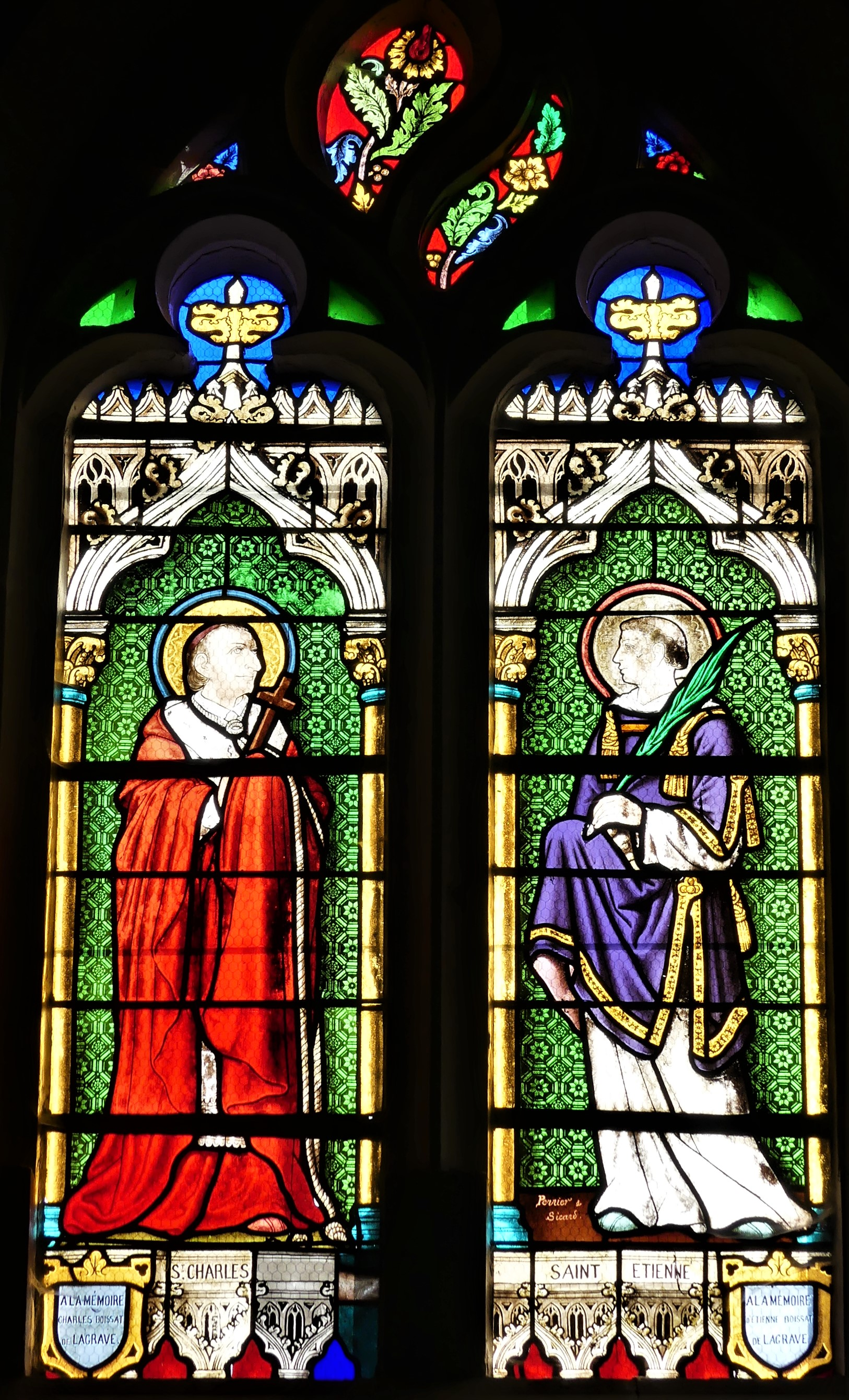
Vitrail représentant saint Charles Borromée (à gauche) et saint Étienne.
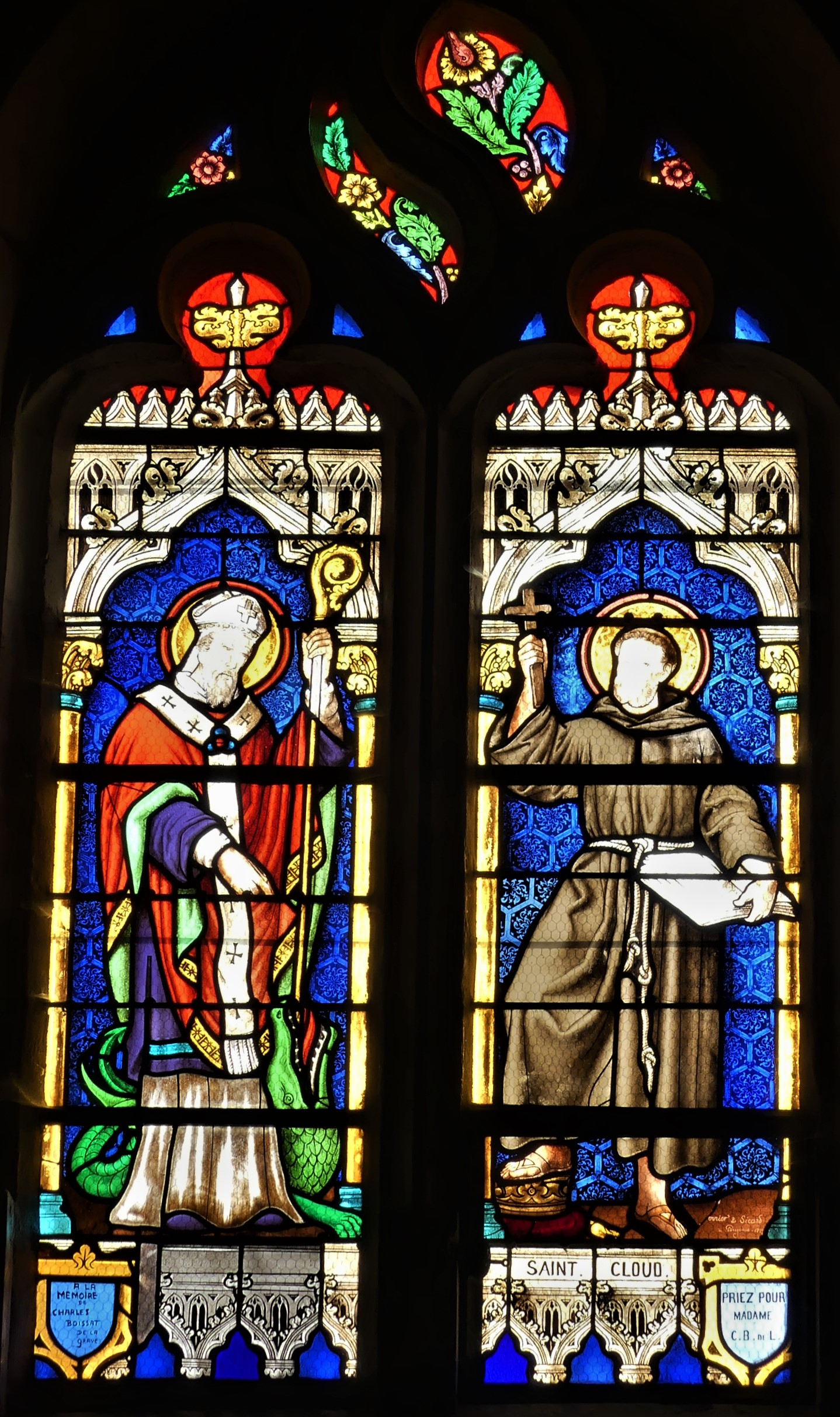
Vitrail représentant saint Front (à gauche) et saint Cloud.
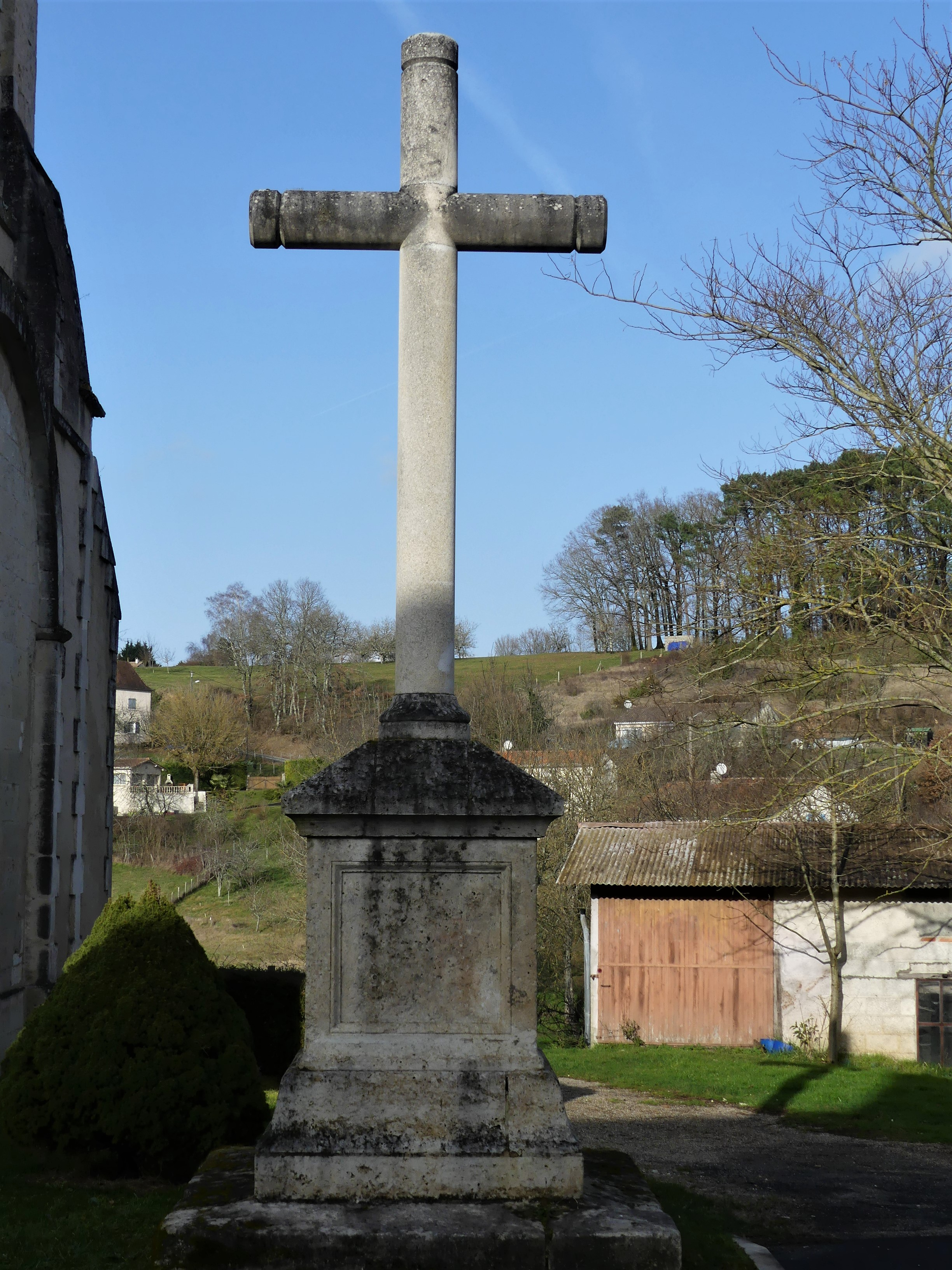
Croix monumentale à côté de l'église.

### Personnalités liées à la commune
- Jean Marie du Lau d'Allemans, né le 30 octobre 1738 au château de la Côte, archevêque d'Arles massacré le 2 septembre 1792 dans la prison des Carmes de Paris. Il est considéré comme bienheureux et martyr par l'Église catholique.

## Pour approfondir